# ジョバンニ・パリージ
ジョバンニ・パリージ（Giovanni Parisi、1967年12月2日 - 2009年3月25日）は、イタリアのプロボクサー。元WBO世界ライト級王者。元WBO世界スーパーライト級王者。世界2階級制覇王者。ヴィボ・ヴァレンツィア出身。1988年ソウルオリンピックフェザー級金メダリスト。

## 来歴

### アマチュア時代
1985年のジュニア選手権で2回戦で敗退したほか、1987年のヨーロッパ選手権でも1回戦で敗退するなど大きな成果を残すことができなかった。
1988年ソウルオリンピックフェザー級部門に出場。パリージが出た部門は本命が上がった選手が1回戦で敗れる大波乱があった為、2回戦以降は激戦になるとの予想になった。1回戦は5-0の判定勝ちを収めた。2回戦は優勝候補の選手を相手に2回レフェリーストップ勝ち。3回戦を5-0の判定勝ち。準決勝ではアブデル・アティクを初回レフェリーストップ勝ちを収め、決勝ではダニエル・ドミトレスクと対戦し初回レフェリーのカウントアウトによるKO勝ちを収め激戦のフェザー級を制した。
オリンピック金メダルを手土産にプロに転向した。

### プロ時代
1989年2月15日、パリージはプロデビューを果たし3回KO勝ちを収め白星でデビューを飾った。
1989年3月29日、ベニート・ロドリゲスと対戦し3回KO勝ちを収めた。
1989年8月9日、ゲーリー・ガムブレと対戦し2回KO勝ちを収めた。
1989年10月27日、ブライアン・ブラウンと対戦し8回判定勝ちを収めた。
1989年12月10日、アンヘル・ヘルナンデスと対戦するも無効試合に終わった。
1990年1月6日、ロベルト・ルバルディノと対戦し初回TKO勝ちを収めた。
1990年11月10日、元IBF世界フェザー級王者アントニオ・リベラと対戦し初黒星となる3回KO負けを喫した。
1991年9月28日、イタリアライト級王者ステファノ・カッシと対戦し2回KO勝ちを収め王座獲得に成功した。
1992年9月25日、ディンガン・トベラが返上して空位となったWBO世界ライト級王座決定戦でフランシスコ・ハビエル・アルタミラーノと対戦し10回25秒TKO勝ちを収め王座獲得に成功した。
1993年4月16日、後のIBO世界ライト級王者ミッチェル・アイズと対戦し12回3-0(118-109、118-110、119-108)の判定勝ちを収め初防衛に成功した。
1993年9月24日、3年前に敗れているアントニオ・リベラと対戦し12回3-0(116-112、116-113、115-113)の判定勝ちを収め2度目の防衛に成功した。
1994年初頭にWBO世界ライト級王座を返上した。
1994年9月17日、元IBF世界ライト級王者フレディ・ペンデルトンと対戦し10回2-1の判定勝ちを収めた。
1995年4月8日、ラスベガスのシーザース・パレスでWBC世界スーパーライト級王者フリオ・セサール・チャベスと対戦し12回0-3(107-120、2者が109-118)の判定負けを喫し2階級制覇に失敗した。
1996年3月9日、ミランのパラリドでWBO世界スーパーライト級王者サミー・フエンテスと対戦し8回2分20秒逆転TKO勝ちを収め2階級制覇を達成した。
1996年6月20日、元WBO世界スーパーライト級王者カルロス・ゴンザレスと対戦し12回1-1(114-112、112-114、114-114)の引き分けに終わったが初防衛に成功した。
1996年10月12日、セルヒオ・レイ・リビラと対戦し4回2分3秒KO勝ちを収め2度目の防衛に成功した。
1997年4月19日、ハロルド・ミラーと対戦し8回1分45秒TKO勝ちを収め3度目の防衛に成功した。
1997年10月4日、ニゲール・ウェントンと対戦し8回終了時棄権によるTKO勝ちを収め4度目の防衛に成功した。
1997年12月6日、ホセ・マヌエル・ベルドンセと対戦し12回3-0(116-114、118-111、117-112)の判定勝ちを収め5度目の防衛に成功した。
1998年5月29日、カルロス・ゴンザレスと対戦し9回TKO負けを喫し6度目の防衛に失敗し王座から陥落した。
1999年8月4日、ホセ・ルイス・バルタザーと対戦し初回TKO勝ちを収めた。
2000年7月29日、WBO世界ウェルター級王者ダニエル・サントスと対戦し4回KO負けを喫し3階級制覇に失敗した。
2003年2月11日、ミゲル・アンヘル・ペーニャと対戦し8回判定勝ちを収め3年ぶりの復帰戦を白星で飾った。
2005年3月12日、ロウイス・ミモウネと対戦し10回判定勝ちを収めた。
2006年5月9日、ルボミール・ウェハスと対戦し8回判定勝ちを収めた。
2006年10月8日、ミランのパラリドでEBUヨーロッパウェルター級王者フレデリック・クローゼと対戦し12回2-0(114-114、2者が112-116)の判定負けを喫し王座獲得に失敗した試合を最後に現役を引退した。
2009年3月25日、ヴォゲーラでパリージが乗った車がタンクローリーと衝突する事故が起き病院に搬送されたが死亡した。41歳没。

## 獲得タイトル
- イタリアライト級王座
- 第3代WBO世界ライト級王座（防衛2=返上）
- 第7代WBO世界スーパーライト級王座（防衛5）